# Ондра Лысогорский
Ондра (Ундра) Лысогорский (Óndra Łysohorsky, настоящее имя Эрвин Гой, чеш. Ervín Goj; 6 июня 1905, Фридек-Мистек — 19 декабря 1989, Братислава) — писатель, поэт, литературный переводчик, филолог, создатель ляшского языка.

## Этимология псевдонима
Ондрашек Лысогурский (пол. Ondraszek Łysogórski) — псевдоним, также являвшийся и литературным манифестом Гоя, происходит от легендарного, промышлявшего в окрестностях Лысой Горы, разбойника Ондрашека, о котором писал помимо Гоя и другой силезский автор, Густав Морчинэк. Ондрашек был лысогорским аналогом Робина Гуда.

## Биография
Эрвин Гой был девятым ребёнком в семье шахтёра Юзэфа Гоя и ткачихи. Учился в немецких гимназиях с 1916 по 1924, а затем изучал языкознание, литературу и философию (1924—1928) и стал доктором философии в Карловом университете в Праге, там в 1928—1929 изучал славистику. После обучения провел 6 месяцев в качестве ученого в Италии, позже работал учителем в словацких и немецких гимназиях в Крэмнице (1930), Братиславе (1931—1935 и 1937-38) и Остраве (1935—1936), в Трнаве (1936-37).
Свои первые литературные творения (стихи) опубликовал в 1926 году (под воздействием Иоганна Христиана Фридриха Гёльдерлина) на немецком. В 1931 собрал и опубликовал Ляшские стихи и баллады, одновременно систематизируя и кодифицируя их язык и творя на нем вообще первые литературные произведения.
В августе 1939 эмигрировал в Польшу, а в сентябре бежал от немцев в СССР, где стал членом Союза Советских Писателей и  преподавателем, затем доцентом кафедры немецкого языка в 1 МГПИИЯ (с 1940 по 1946 г.), во время эвакуации (1942 г.) преподавал в Ташкентском государственном педагогическом институте. В СССР переведено (1939—1943) на русский 4 тома его поэзии, многие стихотворения переведены в это время на английский, французский и испанский языки.
В 1946 Гой вернулся в Чехословакию и поселился в Братиславе, где работал сначала учителем в гимназии, а потом библиотекарем. В это время между ним и советскими властями, которые считали его ляшским партизаном и сепаратистом, возник конфликт. Причиной этому послужили произведения Гоя, часто критиковавшие новую советскую власть. Конфликт между Гоем и чехословацкой коммунистической партией зашел так далеко, что все его книги были изъяты из библиотек, чтобы вообще стереть всякую память о нем в народе. Его даже пытались лишить права работать преподавателем. Это вынудило Гоя без посредничества обратиться к Сталину с просьбой о помощи. Только вмешательство последнего позволило Гою остаться преподавателем и главой местного союза писателей. В 60-х годах ему даже удалось издать в ЧССР полное собрание своей ляшской поэзии.
В 1970 был кандидатом Нобелевской премии, получив благодаря этому большую известность по всему миру. Тем не менее множество его ляшских произведений не было опубликовано ни в Чехословакии, ни в Польше, и в обеих странах Гой малоизвестен.

## Сочинения (некоторые)
- «Einsicht und Aussicht: Nachfeier des Goethe-Centenariums» (1932)
- «Spjewajuco piaść» (1934)
- «Hłos hrudy» (Głos ziemi) (1935)
- «Wybrane wérše» (Wybrane wiersze)(1936), Ołomuniec (1936)
- «Lašsko poezyja 1931—1937»
- «Pesň o matěri» (1942)
- «Zemlja moja» (1942)
- «Aj lašske řéky płynu do mořa» (1958)
- «Brázdou z vesmíru» (1960)
- «Lachische Gedichte» Berlin, wydawnictwo: Volk und Welt (1960)
- «Danksagung» Lipsk, wydawnictwo: Insel (1961)
- «Jediný pohár» Praha (1964)
- «Ich reif in meiner Zeit — Gedichte» Berlin, wydawnictwo: Union (1978)
- «Lašsko poezyja 1931—1977» Kolonia, wydawnictwo: Böhlau (1988)